# 강점관점
강점관점이란 클라이언트를 독특한 존재로서 다양성을 인정하고 존중하면서 클라이언트의 결점보다는 강점에 초점을 두고 가능한 모든 자원을 활용하여 클라이언트의 역량을 실현해 나가도록 돕는 것이다.
클라이언트의 강점을 강화시키는 과정이 클라이언트의 역량을 향상시켜 가장 신속하게 클라이언트에게 권한을 부여하고자 하는 전략이다.
인간의 존엄성, 가치, 자기결정을 증진시키고자 하는 사회복지의 가치와 클라이언트의 내재된 잠재력, 능력, 강점을 인지하여 이를 실현할 수 있도록 하고자 하는 강점 관점의 가치가 일치한다.